# Robert Walthour Jr
Robert "Bob" Walthour Junior (Atlanta, 27 de setembre de 1902 - Comtat d'Orange, 29 de febrer de 1980) fou un ciclista estatunidenc, professional des del 1922 fins al 1937. Es va especialitzar en el ciclisme en pista.
Era fill del també ciclista Robert Walthour.

## Palmarès
- 1921
  -  Campió dels Estats Units en velocitat
- 1924
  - 1r als Sis dies de Chicago (amb Harry Horan)
- 1925
  - 1r als Sis dies de Chicago 1 (amb Reginald McNamara)
  - 1r als Sis dies de Chicago 2 (amb Fred Spencer)
  - 1r als Sis dies de Nova York (amb Fred Spencer)
- 1926
  - 1r als Sis dies de Chicago (amb Reginald McNamara)
- 1927
  - 1r als Sis dies de Chicago (amb Franco Giorgetti)
- 1936
  - 1r als Sis dies d'Ottawa (amb Albert Heaton i Roy McDonald)
- 1937
  - 1r als Sis dies de Los Angeles (amb Oscar Juner)